# びわこ京阪奈線
びわこ京阪奈線（びわこけいはんなせん）は、滋賀県米原市の米原駅と京都府京田辺市の京田辺駅を結ぶ鉄道路線、並びにその構想である。

## 概要
既存の近江鉄道本線（米原 - 貴生川間）と信楽高原鐵道信楽線（貴生川 - 信楽間）を改良の上、信楽 - 京田辺間に新線を建設し、滋賀県湖東地域と京都府南部地域（関西文化学術研究都市）、並びに大阪市中心部とを直結する鉄道整備構想である。
1987年（昭和62年）に廃止された鉄道敷設法の予定路線を記した別表には「第76号. 滋賀縣貴生川ヨリ京都府加茂ニ至ル鐡道」が掲げられていたが、信楽 - 加茂間は建設されず、代わって2002年（平成14年）まで西日本ジェイアールバス近城線が信楽駅 - 加茂駅間に運行されていた。
滋賀県側の関係自治体（滋賀県ならびに彦根市・近江八幡市・甲賀市・東近江市・米原市・日野町・愛荘町・豊郷町・甲良町・多賀町）によって、「びわこ京阪奈線（仮称）鉄道建設期成同盟会」が結成されている。同会では、びわこ京阪奈線の建設効果として、沿線の活性化や地域振興のほか、大阪湾ベイエリア地域との交流軸の強化、ならびに東海道本線のバイパス機能を挙げている。
滋賀県側に比べて、京都府側の関係自治体（京都府ならびに城陽市・京田辺市・井手町・宇治田原町）はびわこ京阪奈線構想に対して消極的である。しかし、宇治田原町は町内に鉄道が無く、四方を山に囲まれており、町外への交通手段が限られているため、鉄道を要望する住民の声は少なくない。

### 路線データ
- 区間：米原 - 京田辺間
- 駅数：未定
- 路線距離（営業キロ）：91.8 km
  - 既存路線の改良区間
    - 近江鉄道本線
      - 区間：米原 - 貴生川間
      - 駅数：25駅（起終点駅含む）
      - 路線距離（営業キロ）：47.7 km

    - 信楽高原鐵道信楽線 … 新線への切替
      - 区間：貴生川 - 信楽間
      - 駅数：6駅（起終点駅含む）
      - 路線距離（営業キロ）：14.7 km

  - 新線建設区間
    - 区間：信楽 - 京田辺間
    - 駅数：未定
    - 路線距離（営業キロ）：29.4 km
- 軌間：1,067 mm
- 複線区間：未定
- 電化区間：未定
- 閉塞方式：未定

## これまでの経緯
- 1989年（平成元年）7月
  - 湖東・大阪線（仮称）鉄道建設期成同盟会設立。
    - 会長：滋賀県知事
    - 構成団体：沿線3市14町
- 1989年度（平成元年度）
  - ルート・概算事業費等基礎調査を実施。
- 1990年（平成2年）6月
  - 滋賀県総合交通ネットワーク構想に位置付けられる。
- 1991年度（平成3年度）
  - 需要予測基礎調査を実施。
- 1993年度（平成5年度）
  - プロジェクト可能性基礎調査を実施。
- 1993年度（平成5年度） - 1994年度（平成6年度）
  - 鉄道採算性可能性基礎調査を実施。
- 1995年（平成7年）6月
  - 滋賀県地域交通計画に位置付けられる。
- 1995年（平成7年）8月
  - びわこ京阪奈線（仮称）鉄道建設期成同盟会と改称。
- 1995年度（平成7年度）年度 - 1999年度（平成11年度）
  - 事業化可能性調査を実施。
- 1996年（平成8年）6月
  - 大阪湾臨海地域開発整備法に基づく滋賀県関連整備地域整備計画に位置付けられる。
- 2004年（平成16年）10月8日
  - 「近畿地方交通審議会答申第8号」おいて、びわこ京阪奈線として検討対象とされたものの、答申には盛り込まれず。

## 設置予定駅一覧
| 路線名                 | 駅名           | 駅間キロ | 営業キロ | 接続路線                                                                                              | 所在地   | 所在地       |
| ---------------------- | -------------- | -------- | -------- | --- | -------- | ------------ |
| 近江鉄道本線           | 米原駅         | -        | 0.0      | 東海旅客鉄道：東海道新幹線・東海道本線（名古屋地区） 西日本旅客鉄道：東海道本線（琵琶湖線）・北陸本線 | 滋賀県   | 米原市       |
| 近江鉄道本線           | フジテック前駅 | 2.3      | 2.3      | | 滋賀県   | 彦根市       |
| 近江鉄道本線           | 鳥居本駅       | 1.1      | 3.4      | | 滋賀県   | 彦根市       |
| 近江鉄道本線           | 彦根駅         | 2.4      | 5.8      | 西日本旅客鉄道：東海道本線（琵琶湖線）                                                                | 滋賀県   | 彦根市       |
| 近江鉄道本線           | ひこね芹川駅   | 1.2      | 7.0      | | 滋賀県   | 彦根市       |
| 近江鉄道本線           | 彦根口駅       | 0.8      | 7.8      | | 滋賀県   | 彦根市       |
| 近江鉄道本線           | 高宮駅         | 2.1      | 9.9      | 近江鉄道：多賀線                                                                                      | 滋賀県   | 彦根市       |
| 近江鉄道本線           | 尼子駅         | 2.8      | 12.7     | | 滋賀県   | 犬上郡甲良町 |
| 近江鉄道本線           | 豊郷駅         | 2.3      | 15.0     | | 滋賀県   | 犬上郡豊郷町 |
| 近江鉄道本線           | 愛知川駅       | 2.9      | 17.9     | | 滋賀県   | 愛知郡愛荘町 |
| 近江鉄道本線           | 五箇荘駅       | 3.0      | 20.9     | | 滋賀県   | 東近江市     |
| 近江鉄道本線           | 河辺の森駅     | 2.1      | 23.0     | | 滋賀県   | 東近江市     |
| 近江鉄道本線           | 八日市駅       | 2.3      | 25.3     | 近江鉄道：八日市線                                                                                    | 滋賀県   | 東近江市     |
| 近江鉄道本線           | 長谷野駅       | 2.2      | 27.5     | | 滋賀県   | 東近江市     |
| 近江鉄道本線           | 大学前駅       | 0.9      | 28.4     | | 滋賀県   | 東近江市     |
| 近江鉄道本線           | 京セラ前駅     | 1.5      | 29.9     | | 滋賀県   | 東近江市     |
| 近江鉄道本線           | 桜川駅         | 1.3      | 31.2     | | 滋賀県   | 東近江市     |
| 近江鉄道本線           | 朝日大塚駅     | 1.6      | 32.8     | | 滋賀県   | 東近江市     |
| 近江鉄道本線           | 朝日野駅       | 2.4      | 35.2     | | 滋賀県   | 東近江市     |
| 近江鉄道本線           | 日野駅         | 2.6      | 37.8     | | 滋賀県   | 蒲生郡日野町 |
| 近江鉄道本線           | 水口松尾駅     | 4.9      | 42.7     | | 滋賀県   | 甲賀市       |
| 近江鉄道本線           | 水口駅         | 1.1      | 43.8     | | 滋賀県   | 甲賀市       |
| 近江鉄道本線           | 水口石橋駅     | 0.6      | 44.4     | | 滋賀県   | 甲賀市       |
| 近江鉄道本線           | 水口城南駅     | 0.7      | 45.1     | | 滋賀県   | 甲賀市       |
| 近江鉄道本線           | 貴生川駅       | 2.6      | 47.7     | 西日本旅客鉄道：草津線                                                                                | 滋賀県   | 甲賀市       |
| 信楽高原鐵道信楽線     | 貴生川駅       | 2.6      | 47.7     | 西日本旅客鉄道：草津線                                                                                | 滋賀県   | 甲賀市       |
| （小野谷信号場）       | (6.5)          | (54.2)   |          | | 滋賀県   | 甲賀市       |
| 紫香楽宮跡駅           | 9.6            | 57.3     |          | | 滋賀県   | 甲賀市       |
| 雲井駅                 | 0.6            | 57.9     |          | | 滋賀県   | 甲賀市       |
| 勅旨駅                 | 2.2            | 60.1     |          | | 滋賀県   | 甲賀市       |
| 玉桂寺前駅             | 1.0            | 61.1     |          | | 滋賀県   | 甲賀市       |
| 信楽駅                 | 1.3            | 62.4     |          | | 滋賀県   | 甲賀市       |
| 信楽駅                 | 1.3            | 62.4     | 新線区間 | | 滋賀県   | 甲賀市       |
| この間、設置予定駅未定 |                |          |          | | 滋賀県   | 甲賀市       |
| （滋賀県・京都府境）   | (9.8)*         | (72.2)*  |          | | 滋賀県   | 甲賀市       |
| （滋賀県・京都府境）   | (9.8)*         | (72.2)*  | 京都府   | 綴喜郡宇治田原町                                                                                      |          |              |
| この間、設置予定駅未定 |                |          | 京都府   | 綴喜郡宇治田原町                                                                                      |          |              |
| 城陽市                 |                |          | 京都府   | |          |              |
| 綴喜郡井手町           |                |          | 京都府   | |          |              |
| 京田辺駅               | 19.6*          | 91.8     | 京都府   | 西日本旅客鉄道：片町線（学研都市線） 近畿日本鉄道：京都線（新田辺駅）                                 | 京田辺市 |              |

*印は、おおよその数値。